# Vụ đánh bom Luân Đôn ngày 7 tháng 7 năm 2005
Vụ đánh bom tại Luân Đôn ngày 7 tháng 7 năm 2005 (hay thường gọi là sự kiện 7/7) là một loạt các vụ tấn công tự sát đồng loạt diễn ra tại Trung tâm Luân Đôn nhắm vào những người dân thường sử dụng những phương tiện giao thông công cộng trong lúc giờ cao điểm của buổi sáng.
Sáng thứ năm ngày 7 tháng 7 năm 2005, bốn phần tử Hồi giáo cực đoan chia nhau tự gắn ba quả bom liên tiếp trên các Tàu điện ngầm London di chuyển khắp thành phố, và tiếp đó quả bom thứ tư đặt trên một chiếc xe buýt hai tầng ở Quảng trường Tavistock. 52 người dân thường đã thiệt mạng và hơn 700 người khác bị thương trong vụ tấn công, khiến đây là sự cố khủng bố lớn nhất của Vương quốc Anh kể từ Vụ đánh bom Lockerbie năm 1988 cũng như cuộc tấn công Hồi giáo tự sát đầu tiên của đất nước.
Những vụ nổ đã bị gây ra bởi các chất proxide hữu cơ (acetone peroxide) tự chế dựa trên các thiết bị gói trong ba lô. Nối tiếp các vụ đánh bom trên là hàng loạt Vụ đánh bom tại Luân Đôn ngày 21 tháng 7 năm 2005 nhưng thất bại trong việc gây thương tích hoặc thiệt hại. Những cuộc tấn công ngày 7 tháng 7 xảy ra sau khi London vừa giành quyền đăng cai Thế vận hội Mùa hè 2012, sự kiện đã nhấn mạnh danh tiếng đa văn hóa của thành phố.